# Валкенрид
Валкенрид (њем. Walkenried) општина је у њемачкој савезној држави Доња Саксонија. Једно је од 16 општинских средишта округа Остероде ам Харц. Према процјени из 2010. у општини је живјело 2.339 становника. Посједује регионалну шифру (AGS) 3156012, NUTS (DE919) и LOCODE (DE WLD) код.

## Географски и демографски подаци
Валкенрид се налази у савезној држави Доња Саксонија у округу Остероде ам Харц. Општина се налази на надморској висини од 275 метара. Површина општине износи 12,2 km². У самом мјесту је, према процјени из 2010. године, живјело 2.339 становника. Просјечна густина становништва износи 191 становника/km².

## Међународна сарадња
| Мјесто       | Држава    | Врста сарадње | Од    |
| ------------ | --------- | ------------- | ----- |
| Арле Рикстел | Холандија | партнерство   | 2000. |
| Извор        |           |               |       |